# Zeitgeist: Moving Forward
Zeitgeist: Moving Forward (česky Duch doby: Stále kupředu) je celovečerní dokumentární film, který prezentuje argumenty pro nutnost přechodu ze současného socio-ekonomického měnového paradigmatu. Jde o třetí díl série Zeitgeist; prvním dílem byl Zeitgeist: The Movie a druhým Zeitgeist: Addendum. Scenáristou a režisérem je opět Peter Joseph.
V první části film zpochybňuje zdůvodňování různých povahových a zdravotních deformací tzv. „genetickým předpokladem“. Argumentuje, že problémy mají kořeny daleko hlouběji a že pro jejich odstranění je zapotřebí změna hodnotového žebříčku a vztahů ve společnosti. Dále se film zabývá otázkou, jaký mozek vlastně ovládá onu „neviditelnou ruku trhu“, jak trh funguje, kdo na něm profituje a kdo na to naopak doplácí. Představuje koncept „ekonomie založené na zdrojích“, kde hlavní hybnou silou nejsou peníze virtuální hodnoty, nýbrž nerostné, energetické, lidské a jiné zdroje.